# Васак Багратуни
Васак II Багратуни (арм.: Վասակ Բագրատունի; умер после 775 года) — армянский князь из династии Багратуни, правитель Тарона. Был отцом основателя грузинской ветви Багратидов.

## Происхождение
Имя армянского князя Васака Багратуни неизвестно грузинской летописи, которая причисляет происхождение рода Багратионов из Иберии к Гуараму I куропалату, который правил в конце VI-го века. Армянские источники, относящиеся к Багратидам, с другой стороны, указывают, что Васак, князь Тарона, в свою очередь является младшим сыном армянского князя Ашота III "Слепого" и братом князя Смбата VII Багратуни.

## Биография
После поражения армянской коалиции династии Багратуни во время битвы при Багреванде в 772-775 годах, Васак, как и его племянник Ашот IV Мсакер, укрывается на северо-западе Армении на границе с Византийской империей, в горном регионе Тао-Кларджети.
Оттуда Васак Багратуни селится со своей семьей в горный район Кларджети, расположенный в провинции Колавер, регион нынешнего Ардахана в Турции, где он женится, по словам историка Кирилла Туманова, на дочери Гуарама III Гуарамиани, местного правителя.
Не говоря о Ширакской ветви Багратидов, заслуживает упоминания Кларджская или Артануджская ветвь этого дома. Дядя Ашота IV Мясоеда, Васак, бежавший после восстания 775 года в Кларджию, основал здесь Артануджское княжество.
Преемникам его удалось расширить границы своих владений и завладеть Колавером и Ардаганом. Впоследствии, распространяясь на северо-восток по долине реки Куры, они завладели постепенно всей Грузией и здесь они стали основателями новой династии - грузинских Багратидов, они же Багратионы.Академик Я. А Манандян, Народные восстания в Армении против арабского владычества
В Грузинских хрониках упоминается, что царь Арчил I, первый мученик, прибывший из Эгриси и остановившийся в разрушенной цитадели Хидара, принимает мтавара, потомка пророка Давида по имени Адарнасе, сына брата Ашота Слепого, Васака, чей отец был членом рода Багратидов, получивший от греков ersithawat в регионах Сомхити и укрывшихся с потомками Гуарама куропалата в Кларджети, где он правил. Адарнасе становится вассалом Арчила, который жалует ему Чолавер (Коловер) и Артан (Ардахан). Как говорится в «Картлис цховреба», армянская версия того, что называется «Джуаншерские хроники», указывает на то, что сын Васака, Адарнасе получает владения царя Арчила I.
К 799-800 году, хазары взяли город Тбилиси и захватили князя Джуаншера.  Вполне вероятно, что хазары не возражали против утверждения семьи Васака, которая признала себя вассалом Византийской империи, которая затем будет регулярно предоставлять своим членам титул куропалата.
Арабы также признают Ашота, сына Адарнасе и внука Васака, эрисмтаваром Картли и куропалатом.

## Семья
По словам историка Кирилла Туманова, Васак Багратуни и его неизвестная по имени жена, дочь Гуарама III из династии Гуарамидов (младшая ветвь рода Хосроидов), оставили одного известного сына.
- Адарнасе (ум. 807). Основатель грузинского рода Багратионов.[1][2]